# Вальдуджа
Вальдуджа (итал. Valduggia) — коммуна в Италии, располагается в регионе Пьемонт, в провинции Верчелли.
Население составляет 2363 человека (2008 г.), плотность населения составляет 84 чел./км². Занимает площадь 28 км². Почтовый индекс — 13018. Телефонный код — 0163.
Покровителем коммуны почитается святой Георгий, празднование 23 апреля.

## Демография
Динамика населения:

## Администрация коммуны
- Официальный сайт: http://www.comune.valduggia.vc.it